# San Juan Bautista (Suchitepéquez)
San Juan Bautista – miasto na południowym zachodzie Gwatemali, w departamencie Suchitepéquez. Według danych szacunkowych z 2012 roku liczba mieszkańców wynosiła 4427 osób. 
San Juan Bautista leży około 48 km na wschód od stolicy departamentu – miasta Mazatenango. Miejscowość leży na wysokości 281 metrów nad poziomem morza, w dolinie między wulkanami Atitlán i San Pedro w górach Sierra Madre de Chiapas, w odległości około 50 km od wybrzeża Pacyfiku. 

## Gmina San Juan Bautista
Miejscowość jest także siedzibą władz gminy o tej samej nazwie, która jest jedną z dwudziestu gmin w departamencie. W 2013 roku gmina liczyła 10 640 mieszkańców. Gmina jak na warunki Gwatemali jest niewielka, a jej powierzchnia obejmuje 52 km². 
Mieszkańcy gminy utrzymują się głównie z uprawy roli, handlu i z usług. 
Klimat gminy jest równikowy, według klasyfikacji Köppena, należy do klimatów tropikalnych monsunowych, z wyraźną porą deszczową występującą od maja do października.